# Жанін Ґмелін
Жанін Ґмелін (нім. Jeannine Gmelin) (20 червня 1990) — швейцарська веслувальниця.
Вона брала участь у Літніх Олімпійських іграх 2016 року в Ріо-де-Жанейро в одиночному академічному веслуванні серед жінок і виграла Чемпіонат світу з веслування у 2017 році — веслування одиночне серед жінок .